# Kruistocht in spijkerbroek (musical)
Kruistocht in spijkerbroek is een Nederlandse musical gebaseerd op het gelijknamige boek van Thea Beckman, in een productie van het Nationaal Jeugd Musical Theater. Vanaf september 2008 tot februari 2010 was de musical te zien in de theaters. In seizoen 2018 - 2019 is er een vernieuwde versie van Kruistocht in Spijkerbroek te zien in de Nederlandse theaters, in samenwerking met Morssinkhof Terra Theaterproducties.

## Verhaal
Het verhaal gaat over de zestienjarige Dolf die als proefpersoon in een tijdmachine stapt en daardoor in de middeleeuwen belandt. Hij komt midden in een kinderkruistocht terecht: achtduizend kinderen op weg van Keulen naar Jeruzalem. De kinderen willen  de stad Jeruzalem bevrijden van de Saracenen. Dolf gebruikt zijn kennis om de kinderen tijdens de lange, zware reis te helpen. Gaandeweg realiseert Dolf zich steeds meer dat het grootste gevaar niet van buitenaf komt, maar vanuit de kruistocht zelf.

## Rolverdeling 2008-2010
- Timo Descamps - Dolf Wega
- Ger Savelkoul - Leonardo
- Janke Dekker - Dr. Ilse Wega, Nora, Contessa (Gravin van Genua)
- Peter Ohlenschlager - Dr. Simiak, Dom Anselmus
- Nikolai Slisser - Dr. Kneveltoer, Dom Johannis
- Dieter Troubleyn - Dom Thaddeus
- Gert Jan Louwe - Dom Thaddeus
- Michael de Vriend - Nicolaas
- Bart van der Meer - Gardulf, Romhild, Conte (Graaf van Genua)
- Amy Egbers - Frieda
- Soy Kroon - Carolus
- Ensemble: o.a. Dré Hazes en Danny de Jong

## Rolverdeling 2018-2019
- Rein van Duivenboden - Dolf Wega
- Merijn Oerlemans - Leonardo
- Femke Bouma - Dr. Ilse Wega, Nora, Contessa (Gravin van Genua)
- Erik Pielaat - Dr. Simiak, Dom Anselmus
- Bram Ven - Dr. Kneveltoer, Dom Johannis
- Dennis Otter - Dom Thaddeus
- Menno Dekker - Dom Thaddeus (Understudy)
- Jesse Stenzler - Nicolaas
- Marc-Peter van der Maas - Gardulf, Romhild, Conte (Graaf van Genua)
- Dennis Otter - Gardulf, Romhild, Conte (Graaf van Genua) (Understudy)

- Olaf Schot & Mats Van Der Hulst - Carolus
- Dunja Hoogveld & Jorike Bolt - Hilde
- Naima Bayo & Nathalie Meijer - Mariecke
- Trevor van Camp & Davey Molenbroek- Frank
- Menno Dekker & Justin Kuijper - Bertho
- Vincent De Vries & Maarten Bruggeman - Peter
- Dimitri Markerink & Davy Haarman - Everhard
- Max Gase & Jasper Verzaal - Fredo
- Sem Van Dam & Eelke Dembinski - Willem
- Linda Kok - Swing & spijkerbroek

## Creatief Team 2008
- Marc Veerkamp - Script
- Allard Blom - Liedteksten
- Jeroen Sleyfer - Muziek
- Rogier van de Weerd - Concept & Regie
- Wilma Hoornstra - Choreografie
- Sander ten Napel - Ontwerp decor
- Ellen van der Horst - Ontwerp kostuums
- Roan Lo-A-Njoe - Ontwerp Licht
- Rene Frankhuizen - Ontwerp geluid
- Michiel Morssinkhof - Uitvoerend Producent
- Joanna Woud - Producent

## Creatief Team 2018
- Marc Veerkamp - Script
- Allard Blom - Liedteksten
- Jeroen Sleyfer - Muziek
- Mark van Haasteren - Regie
- Terence van der Loo - Regie-assistent
- Ashley Veldhuyzen - Choreografie
- Linda Kok - Choreografie-assistent
- Kathelijne Monnens - Ontwerp decor
- Ellen van der Horst - Ontwerp kostuums
- Bart van den Heuvel - Ontwerp Licht
- Erwin van den Broek - Ontwerp geluid
- Michiel Morssinkhof - Producent
- Joanna Woud - NJMT Leiding